# Капела Кантоне
Капела Кантоне (итал. Cappella Cantone) је насеље у Италији у округу Кремона, региону Ломбардија.
Према процени из 2011. у насељу је живело 534 становника. Насеље се налази на надморској висини од 59 м.

## Становништво
| 1936. | 1951. | 1961. | 1971. | 1981. | 1991. | 2001. | 2011. |
| ----- | ----- | ----- | ----- | ----- | ----- | ----- | ----- |
| 1.345 | 1.346 | 940   | 647   | 562   | 597   | 534   | 577   |